# Baccio Bandinelli

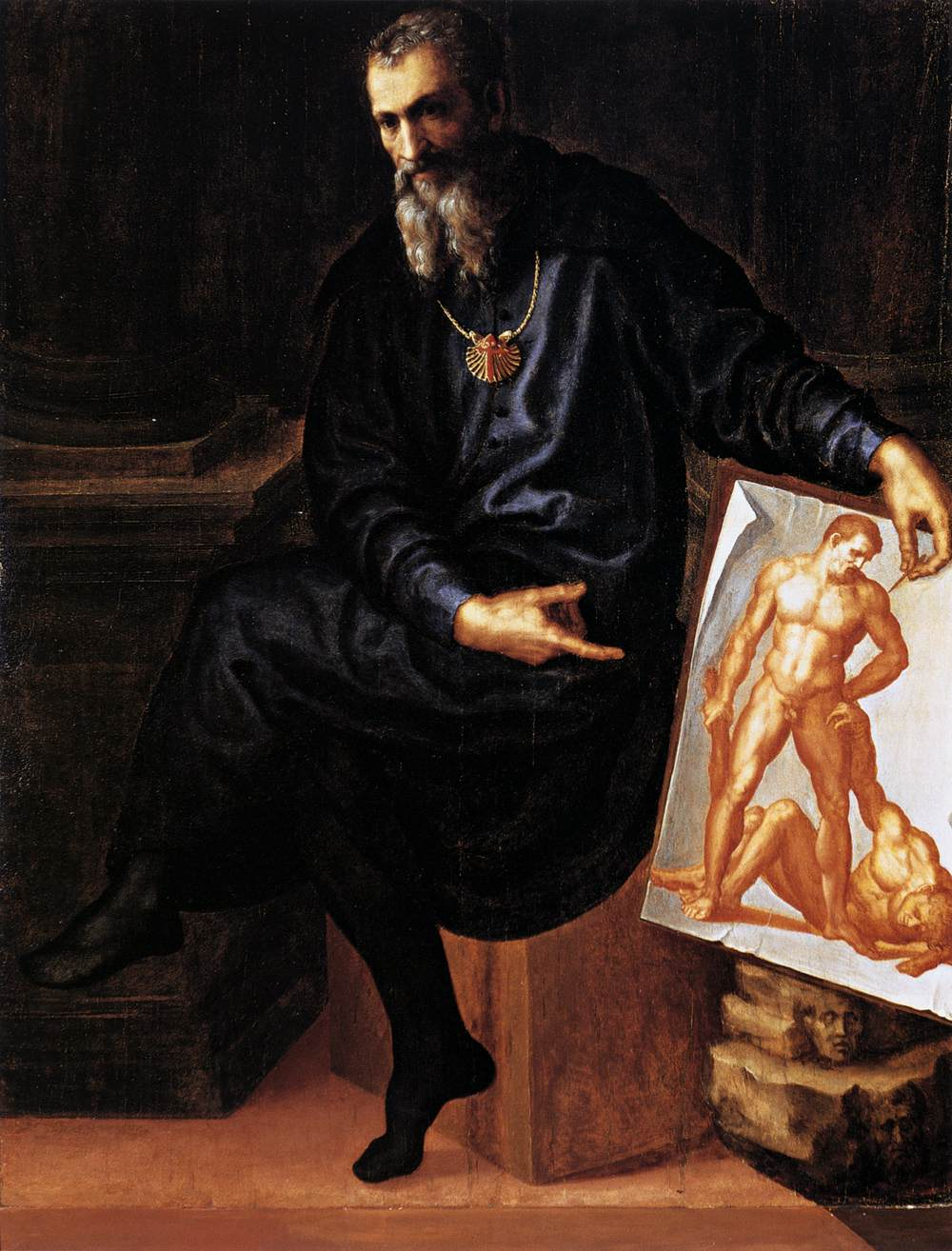
Självporträtt, omkring 1530.

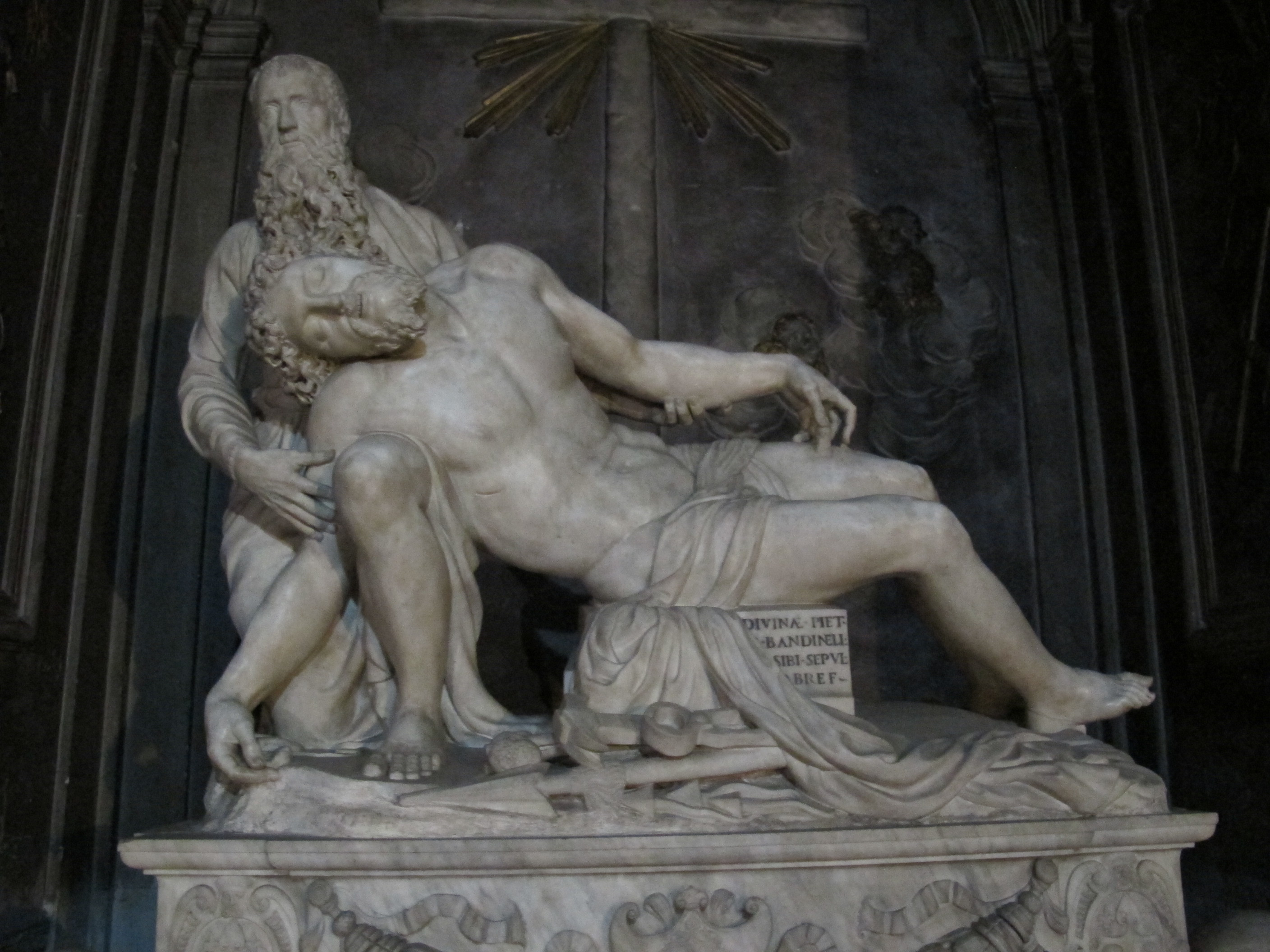
Pietà, Basilica della Santissima Annunziata i Florens.

Baccio Bandinelli, pseudonym för Bartolommeo Bandinelli, född 7 oktober 1488 i Florens, död där 7 februari 1560, var en florentinsk skulptör.
Baccio Bandinelli var elev till Giovanni Francesco Rustici men utbildade sig främst efter Michelangelos förebild och försökte överträffa honom i sina skulpturer. Bland hans arbeten kan nämnas kolossalgruppen Hercules och Cacus (1533), beställd som motstycke till Michelangelos David, vidare två Pietàgrupper, även dessa tillkomna under tävlan med Michelangelo, samt en efterbildning av Laokoongruppen för Frans I av Frankrike. För de båda Medicipåvarna Leo X och Clemens VII utförde Bandinelli gravmonument. Hans 88 reliefer för korskranket i domen i Florens brukar ses som ett av hans bättre verk.